# Alonso de Contreras
Pour les articles homonymes, voir Contreras.
Alonso de Contreras, né à Madrid le 6 janvier 1582, dont on perd la trace vers 1645, est un militaire, corsaire et écrivain espagnol.
Il est l’auteur de Mémoires (« Discurso de mi vida »), écrits peut-être à la demande de son ami, le dramaturge Lope de Vega. C’est une des rares œuvres autobiographiques concernant des soldats espagnols de l’armée des Habsbourg et une des plus importantes avec l’Historia verdadera de Bernal Díaz del Castillo.

## Biographie
Alonso de Guillén Contreras est le fils de Gabriel Guillén et de doña Juana de Roa y Contreras, mariés en 1567 en l’église de San Miguel, de Madrid. Il prend le nom de la famille de sa grand-mère maternelle lorsqu’il s’enrôle dans l'armée.
Très jeune (12 ou 13 ans), il poignarde un camarade d’études et le tue. Il est banni pendant une année à Ávila.
Il commence, ensuite, à travailler chez un orfèvre mais, compte tenu de son caractère rebelle, il rejoint, à 14 ans, l’armée des Flandres le 7 septembre 1597. Il abandonne très vite son unité pour rejoindre Naples et embarquer sur les galères de Pedro de Toledo pour combattre les Turcs et les pirates barbaresques.
C’est à partir de Malte que les chevaliers de la Religion harcèlent les Turcs et leurs vassaux d’Afrique du Nord et de la mer Égée. Ils arraisonnent leurs navires, agissant soit seuls, soit en groupe lors de missions de plus grande envergure, comme lors de la prise d'Hammamet. C’est là qu'Alonso de Contreras apprend l’art de la navigation.
En 1601, il reçoit le commandement d’une frégate et on lui confie la surveillance des îles grecques pour y espionner les Turcs dont il commence à maîtriser la langue. Parallèlement, il passe maître dans la guerre de course, réalisant sous le surnom « l'Espagnol de Malte » des raids extraordinaires, notamment jusqu'à Salonique.
De retour en Espagne, après avoir tenté sans succès de faire carrière à la Cour, il se retire au Moncayo, entre Castille et Aragon, comme ermite. Accusé d’être de connivence avec les Morisques (musulmans restés en Espagne, obligés de se convertir) de la ville de Hornachos en Estrémadure, où il avait été en mission, il est arrêté et torturé par un haut fonctionnaire (Gregorio Lopez Madera qui fera déporter la majorité de cette population au Maroc, en 1610). Il est en effet accusé d’être le chef d’une conspiration et, même si l’on ne retient rien contre lui, il doit faire ses preuves en participant à la répression de la rébellion de morisques expulsés, près de Alcoy (Valence).
Puis il part pour les Flandres où il sert en tant qu’officier, obtenant l’autorisation de retourner sur la Méditerranée après une mission à travers la France en 1610, qui lui vaudra le titre de chevalier de Malte.
Auparavant, il s'était marié à Palerme, mais, trompé par sa femme, il l’assassine avec son amant. De tempérament querelleur, il est mêlé à plusieurs disputes, ce qui lui vaut, à différentes reprises d’être incarcéré.
Il participe à une expédition dans les Indes occidentales, reprenant son activité de corsaire autour de Porto Rico contre Sir Walter Raleigh hispanisé en Guatarral, en 1616. Ensuite au Maroc, où il retrouve les habitants de Hornachos, devenus corsaires de Salé (plus exactement de la casbah à l'origine de la ville de Rabat).
On le retrouve au service du comte de Monterrey ambassadeur à Rome, puis vice roi de Naples. Pendant un certain temps, il occupe les fonctions de gouverneur de L'Aquila, au nord-est de Rome, avec la consigne de remettre de l’ordre au sein d'une population isolée et rebelle et exécute sa mission avec beaucoup de brutalité. Il est présent lors de l'éruption du Vésuve de décembre 1631 et sauve un couvent de religieuses de la catastrophe. En 1633, il quitte le service armé et termine ses Mémoires, peut-être sur la suggestion de Lope de Vega qui lui a dédié une comédie et qui l’a reçu dans sa maison (cependant ses mémoires ne seront publiés qu’en 1900).
On retrouve toutefois ses traces en 1635 comme capitaine des présides du Sinaloa (frontière nord du Mexique à l'époque), puis gouverneur de la forteresse de San Juan de Ulua, dans le port de Veracruz, jusqu'en 1642, où il est autorisé à rentrer en Espagne avec le titre de Sergent major de Nouvelle Espagne (cf. les derniers états de service de 1645, à Simancas). C'est peut-être alors qu'il termine ses Mémoires qui resteront inachevés.

## Œuvre

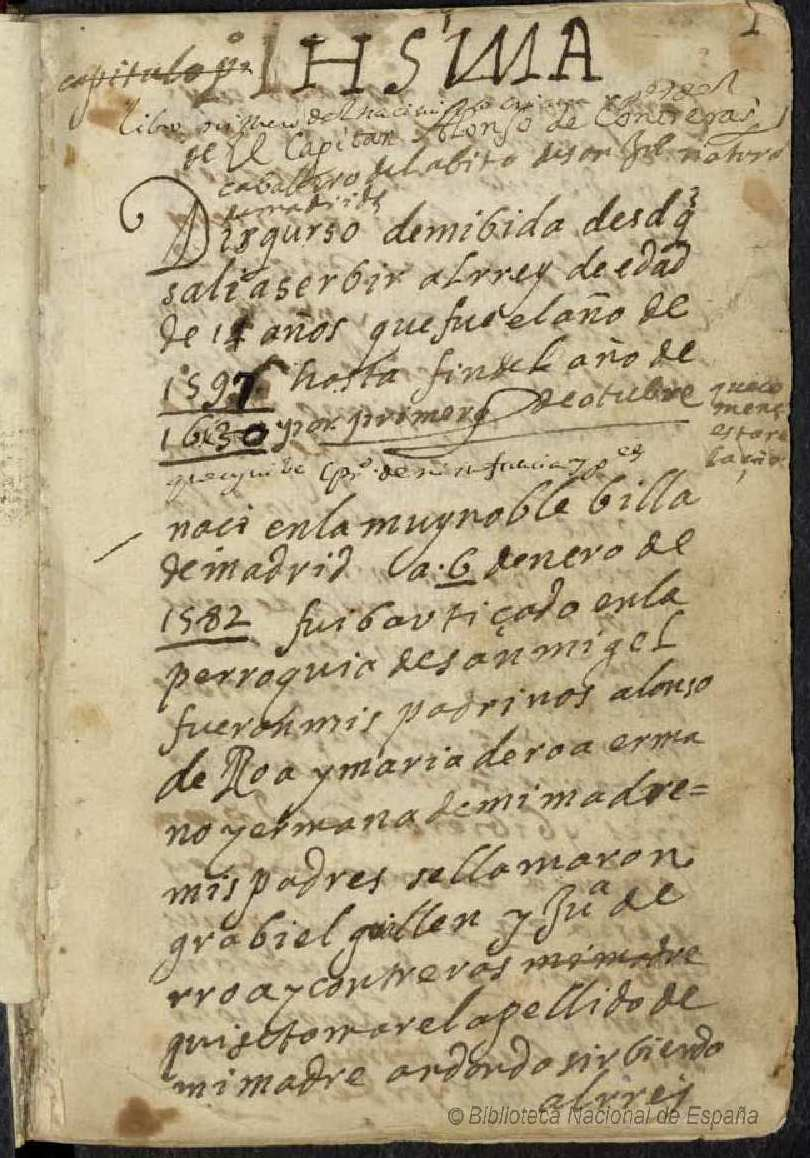
Vida nacimimiento padres y crianza del capitán Alonso de Contreras

Usant de la démarche habituelle pour se mettre en valeur, Alonso de Contreras a écrit plusieurs récits relatant sa vie et ses activités. Certains d’entre eux sont aujourd'hui archivés aux Archives générales de Simancas.
Son autobiographie a pour titre original : Vida, nacimiento, padres y crianza del capitán Alonso de Contreras, natural de Madrid Cauallero del Orden de San Juan, Comendador de vna de sus en comiendas en Castilla, escrita por él mismo, y por subtítulo, Discurso de mi vida desde que salí a servir al rey, de edad de catorce años, que fue el año de 1597, hasta el fin del año de 1630, por primero de octubre, que comencé esta relación. Le manuscrit original se trouve aujourd'hui à la Bibliothèque nationale de Madrid.
Le manuscrit a été découvert en 1900 par D. Manuel Serrano et Sanz, éditeur de la première édition qui contenait des suppressions et des erreurs. Par la suite, il y eut plusieurs éditions avec des préfaces et des commentaires de divers auteurs. L'œuvre a notamment été publiée en 1943, avec un important exposé introductif de José Ortega y Gasset, et aussi plus récemment par l’hispanisant anglais H. Ettinghausen.
Le style de son récit, comme l'affirme l'auteur lui-même, est sec et sans fioritures, très vivant, changeant et abordant tous les thèmes, de la sociologie à l'histoire, de la religion à la psychologie.

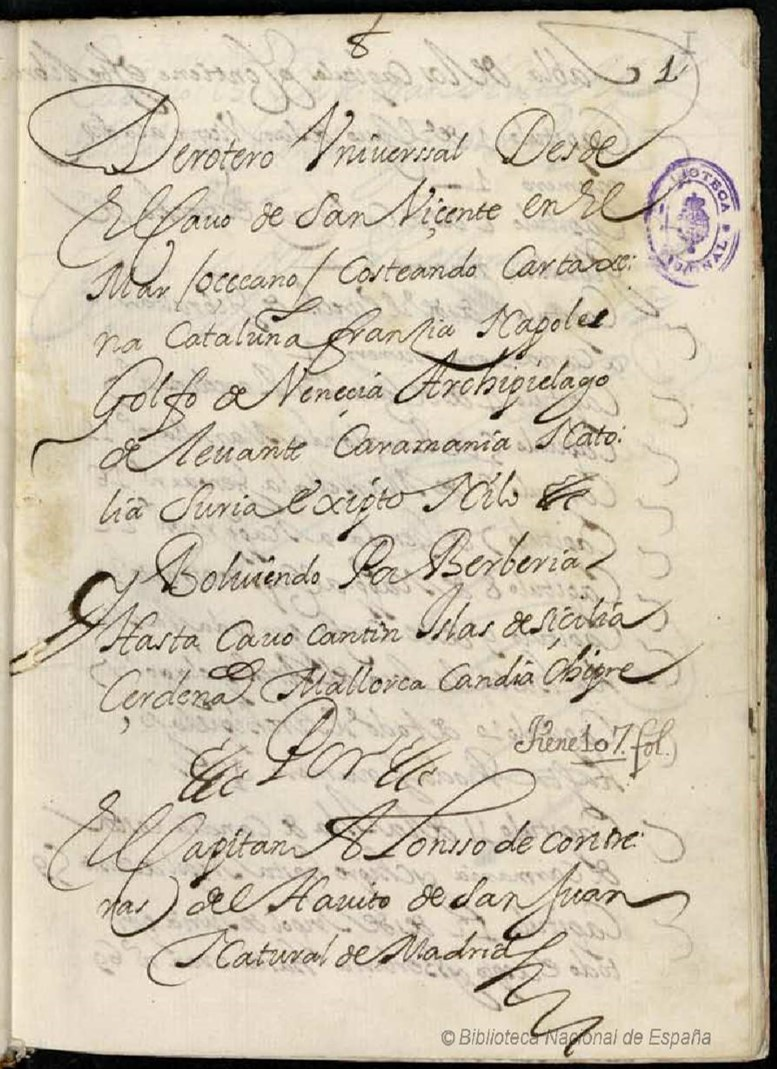
manuscrit du Derrotero Universal

Autour de 1614, il a en outre écrit un routier, manuel d'instruction maritimes, Derrotero del Mediterráneo, remis à Philibert de Savoie, manuscrit longtemps considéré comme perdu mais retrouvé et publié.

## Postérité
Rafael Gil a écrit et réalisé un film en 1955, La otra vida del capitán Contreras (L'autre vie du capitaine Contreras), avec Fernando Fernán Gómez à partir du roman de Torcuato Luca de Teins (1953).
Yves Rouvière a publié une trilogie romancée autour des aventures d'Alonso de Contreras. 

### Œuvres d'Alonso de Contreras
- Alonso de Contreras, Derrotero universal desde el Cabo de San Vicente, en el Mar Océano, costeando Cartagena, Cataluña, Francia, Nápoles, Golfo de Venecia, Archipiélago de Levante, Caramania, Natolia, Suria, Egipto, Nilo, volviendo por Berbería hasta Cabo Cantín, Islas de Sicilia, Cerdeña, Mallorca, Candía, Chipre. Le manuscrit original de son Derrotero, écrit autour de 1614, a été retrouvé et est conservé à la Bibliothèque nationale de Madrid
- Alonso de Contreras, Memorial de Servicios, écrit vers 1628. Le manuscrit original est conservé aux Archives générales de Simancas
- Alonso de Contreras, Memorial de Servicios, écrit vers 1645. Le manuscrit original est conservé aux Archives générales de Simancas
- Le manuscrit original de sa Vida est conservé à la Bibliothèque nationale de Madrid
- 1900 : Alonso de Contreras, Vida del capitán Alonso de Contreras, Édition de Manuel Serrano y Sanz (avec quelques suppressions et de nombreuses erreurs), Boletín de la Real Academia de la Historia, XXXVII
- 1911 : Édition en français. Mémoires du capitan Alonso de Contreras, lequel, de marmiton se fit commandeur de Malte, écrits par lui-même et mis en français par Marcel Lami et Léo Rouanet. Éditeur : H. Champion (1911)
- 1912 : José Muñoz Escámez publie à Parus une autre édition en espagnol intitulée De pinche a comendador
- 1924 : Édition en allemand
- 1926 : Édition en anglais
- 1943 : Revista de Occidente publie une édition, avec une préface de  Ortega y Gasset, qui ne se réfère pas entièrement à l’original
- 1956 : Autobiografias de soldatos, (siglo XVII)  Biblioteca de Autores Españoles (B. A. E.), Tomo XC, Madrid, xxx-627, éd. établie par don José Maria de Cossio, Alonso de Contreras, La Vida del capitán Alonso de Contreras,pp.77-123. Cette édition inclut également le Derrotero del Mediterráneo, le routier de Contreras, pp.125-248.
- Alonso de Contreras, Vida del capitán Alonso de Contreras, Éditions Taurus, 1965, préface de Manuel Criado de Val
- Alonso de Contreras, Vida del capitán Alonso de Contreras, Alianza Editorial, 1967, préface de José Ortega y Gasset
- Alonso de Contreras, Vida del capitán Contreras. Barcelona : Editorial Sopena, 1969
- Alonso de Contreras, Discurso de mi vida, édition, introduction et notes de Henry Ettinghausen, Ed. Bruguera-Libro Clásico, 1983
- Alonso de Contreras (Auteur), Mémoires du capitán Alonso de Contreras. traduction de Olivier Aubertin ,Éditeur : Viviane Hamy (1989, 2005 pour la collection poche), # Collection : littérature étrangère (1990).  (ISBN 2878580028)
- Alonso de Contreras Mémoires du Capitán Alonso de Contreras (1582-1633). Éditeur : Viviane Hamy (1992), Collection : Domaine étranger.  (ISBN 287858015X)
- José Ortega y Gasset (Postface), Alonso de Contreras (Auteur), Ernst Jünger (Préface), Olivier Aubertin (Traduction), Mémoires du capitán Alonso de Contreras. Éditeur : Viviane Hamy (2005), Collection : bis.  (ISBN 287858211X)
- Publication d’une nouvelle édition de Discurso de mi vida, de Alonso de Contreras, La Tinta del Calamar Ediciones, mai 2007. En plus de la préface de Ortega y Gasset qui a été publiée dans la Revista de Occidente, se trouve une introduction de Rafael Reig
- Publication en 2008 d’une nouvelle édition du Discurso de mi vida, aux éditions Editorial Reino de Redonda, avec une préface de Arturo Pérez-Reverte
- La meilleure édition critique est de Maria Antonia Dominguez Flores (Alonso de Contreras : Discurso de mi vida. Edicion y estudio, universidad complutense de Madrid, 2007). Il s'agit d'une thèse de philologie centrée sur l'orthographe de Contreras et ses italianismes.

### Sur Alonso de Contreras
- H. Ettinghausen, « Alonso de Contreras : un épisode de sa vie et de sa " Vida " », Bulletin Hispanique, vol. 77, no 3,‎ 1975, p. 293-318 (lire en ligne)
- J.-M. Pelorson, « Le routier du capitaine Alonso de Contreras », Bulletin Hispanique, vol. 68, no 1,‎ 1966, p. 30-48 (lire en ligne)
- J.-M. Pelorson, « Lope de Vega et Alonso de Contreras. Une mise au point à propos de El Rey sin reino », Bulletin Hispanique, vol. 72, no 3,‎ 1970, p. 253-276 (lire en ligne)
- Jean-Paul Le Flem, « La violence et la mort chez un aventurier espagnol. Le capitaine Alonso de Contreras et “sus vivencias », dans : La Vie, la mort, la foi. Mélanges offerts à Pierre Chaunu,‎ 1993, p. 331-338
- Thomas Calvo : Espadas y plumas en la monarquia hispana (Alonso de Contreras y otras vidas de soldados -1600-1650) ed. Colegio de Michoacan et Casa de Velazquez - 2019[5]